# Delfiniec wielorybi
Delfiniec wielorybi, delfin północny, delfin czarnopłaszczowy, delfin Peale'a (Lissodelphis borealis) – gatunek ssaka z rodziny delfinowatych (Delphinidae).

## Występowanie
Zamieszkuje umiarkowaną strefę północnej części Oceanu Spokojnego. Miejscami występuje licznie.

## Charakterystyka
Delfin północny ma charakterystyczne smukłe ciało bez płetwy grzbietowej i bez garbu. Ubarwienie czarne z białą plamą na brzuchu. Długość ciała wynosi do 3 m, może ważyć do 113 kg. Żyje w dużych grupach – do 2000 osobników, najczęściej spotykany w stadach złożonych z ok. 200 osobników.  Żywią się rybami. Biologia rozrodu nie została poznana.